# Fostoria (Míchigan)
Fostoria es un lugar designado por el censo ubicado en el condado de Tuscola en el estado estadounidense de Míchigan. En el Censo de 2010 tenía una población de 694 habitantes y una densidad poblacional de 69,4 personas por km².

## Geografía
Fostoria se encuentra ubicado en las coordenadas 43°15′3″N 83°22′17″O / 43.25083, -83.37139. Según la Oficina del Censo de los Estados Unidos, Fostoria tiene una superficie total de 10 km², de la cual 10 km² corresponden a tierra firme y (0.03%) 0 km² es agua.

## Demografía
Según el censo de 2010, había 694 personas residiendo en Fostoria. La densidad de población era de 69,4 hab./km². De los 694 habitantes, Fostoria estaba compuesto por el 96.83% blancos, el 0% eran afroamericanos, el 2.02% eran amerindios, el 0.14% eran asiáticos, el 0% eran isleños del Pacífico, el 0% eran de otras razas y el 1.01% pertenecían a dos o más razas. Del total de la población el 0.72% eran hispanos o latinos de cualquier raza.